# C. J. Wilcox
Brian Craig "C. J." Wilcox (Dublin (Geórgia), 30 de dezembro de 1990) é um jogador norte-americano de basquete profissional que atualmente joga pelo Orlando Magic, disputando a National Basketball Association (NBA). Foi draftado em 2014 na primeira rodada pelo Los Angeles Clippers.